# Dany Laferrière
Dany Laferrière, właśc. Windsor Klébert Laferrière (ur. 17 kwietnia 1953 w Port-au-Prince) – pisarz i dziennikarz francuskojęzyczny, pochodzący z Haiti.

## Życiorys
Urodzony w Port-au-Prince, przez pewien czas pracował jako dziennikarz na Haiti. Ze względu jednak na prześladowania polityczne za czasów dyktatury Jean-Claude'a Duvaliera zdecydował się na emigrację i w 1976 wyjechał do Quebecu w Kanadzie. W późniejszym okresie przyjął obywatelstwo tego kraju.
Pierwszą powieść opublikował w 1985. Było to oryginalne, pełne życia i fantazji dzieło Jak bez wysiłku kochać się z Murzynem (fr. Comment faire l'amour avec un nègre sans se fatiguer), bardzo dobrze przyjęte przez krytykę i czytelników, choć ze względu na prowokujący tytuł wywołujące pewne kontrowersje. Powieść została następnie zaadaptowana na potrzeby filmu i zekranizowana w 1989.
Późniejsze dzieła pisarza były również ciepło przyjmowane przez krytykę, choć nie odniosły już tak spektakularnego sukcesu. Proza Laferrière'a ceniona jest ze względu na oryginalność, efektowną grę stereotypami i intertekstualność. Często podejmuje tematykę obecności „czarnoskórego w białym świecie”. Ostatnie powieści wyraźnie nawiązują do haitańskich, czy może szerzej: karaibskich tradycji i wierzeń, ujętych jednak w oryginalny i nieszablonowy sposób.
W latach 90. XX wieku Laferrière często rezydował w Miami na Florydzie. Obecnie mieszka w Montrealu.

## Twórczość
- Comment faire l'amour avec un nègre sans se fatiguer (1985) – wyd. pol. Jak bez wysiłku kochać się z Murzynem, PIW, Warszawa 2004, tłum. Jacek Giszczak
- Éroshima (1987)
- L'odeur du café (1991)
- Le goût des jeunes filles (1992) – wyd. pol. Smak młodych dziewcząt, Świat Książki, Warszawa 2009, tłum. Jacek Giszczak
- Cette grenade dans la main du jeune nègre est-elle une arme ou un fruit? (1993)
- Chronique de la dérive douce (1994)
- Pays sans chapeau (1996) – wyd. pol. Kraj bez kapelusza, Karakter 2011, tłum. Tomasz Surdykowski
- La chair du maître (1997)
- Le charme des après-midi sans fin (1997)
- Dans l'oeil du cyclone (1999)
- Le cri des oiseaux foux (2000)
- Je suis fatigué (2000)
- Vers le sud (2006)
- L’Énigme du retour (2009)[2]

## Odznaczenia i nagrody
- Prix Carbet de la Caraïbe za książkę L'Odeur du café (1991)
- Prix Edgar-Lespérance (1993)
- Prix Médicis za książkę L'Énigme du retour (2009)
- Grand prix du livre de Montréal (2009)
- Grand prix Metropolis bleu (2010)
- Doktorat honorowy Université du Québec à Rimouski (2010)
- Komandor Orderu Plejady (2011)[3]
- Członek Akademii Francuskiej (2013)[2]
- Oficer Narodowego Orderu Quebecu (2014)
- Towarzysz Orderu Sztuki i Literatury Quebecu (2015)
- Doktorat honorowy Université Pierre et Marie Curie (2016)
- Oficer Orderu Kanady (2017)
- Oficer Orderu Montrealu (2017)
- Doktorat honorowy Uniwersytetu Ottawskiego (2017)
- Komandor Legii Honorowej
- Komandor Orderu Sztuki i Literatury